# Projeto Paralelo
Projeto Paralelo es el primer álbum remix de la banda brasileña de pop rock, NX Zero, lanzado el día 24 de noviembre de 2010.
El álbum está compuesto por cuatro canciones inéditas y reediciones de los hists de la banda en conjunto con varios rappers brasileños e internacionales. Y lleva este nombre por razones bien específicas, de las cuales el vocalista Diego Ferrero comenta en una entrevista a Jovem Pan FM:

El disco se llama Projeto Paralelo (Proyecto Paralelo) exactamente para que la gente no piense que cambiamos al rap, que cambiamos de estilo”.

Y en la misma entrevista ellos también halaron del por qué decidieron hacer un trabajo con un sonido totalmente diferente del que acostumbraban: 

Queríamos hacer algo diferente, y pensamos “¿Por qué no hacer proyectos paralelos? Y allí es cuando lo llevamos a la banda.

El día 28 de octubre se estrena la canción Só Rezo 0.2, la cual cuenta con participación del rapper Emicida , Yo-Yo y DJ King fue lanzado junto a su videoclip que fue dirigido por el guitarrista,  Leandro Rocha, y trae imágenes de la canción original con una mezcla de videos de la grabación del nuevo disco.
A pesar de haberse creado una nueva fama, la canción no se volvió single , dejando a su vez que “Onde Estiver” fuera el primer sencillo del disco escogido por la banda. Fue lanzada el 11 de noviembre de 2010 y el videoclip nuevamente fue dirigido por Leandro Rocha. En el clip, se muestra a Diego Ferrero interpretando un papel junto a su novia (cantante y actriz brasileña) Mariana Rios, en el que se muestra a una pareja en crisis.